# ペルニク

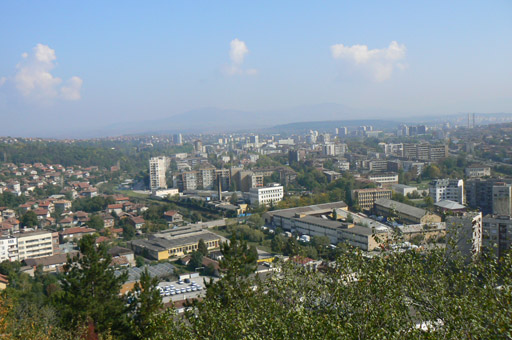
ペルニク

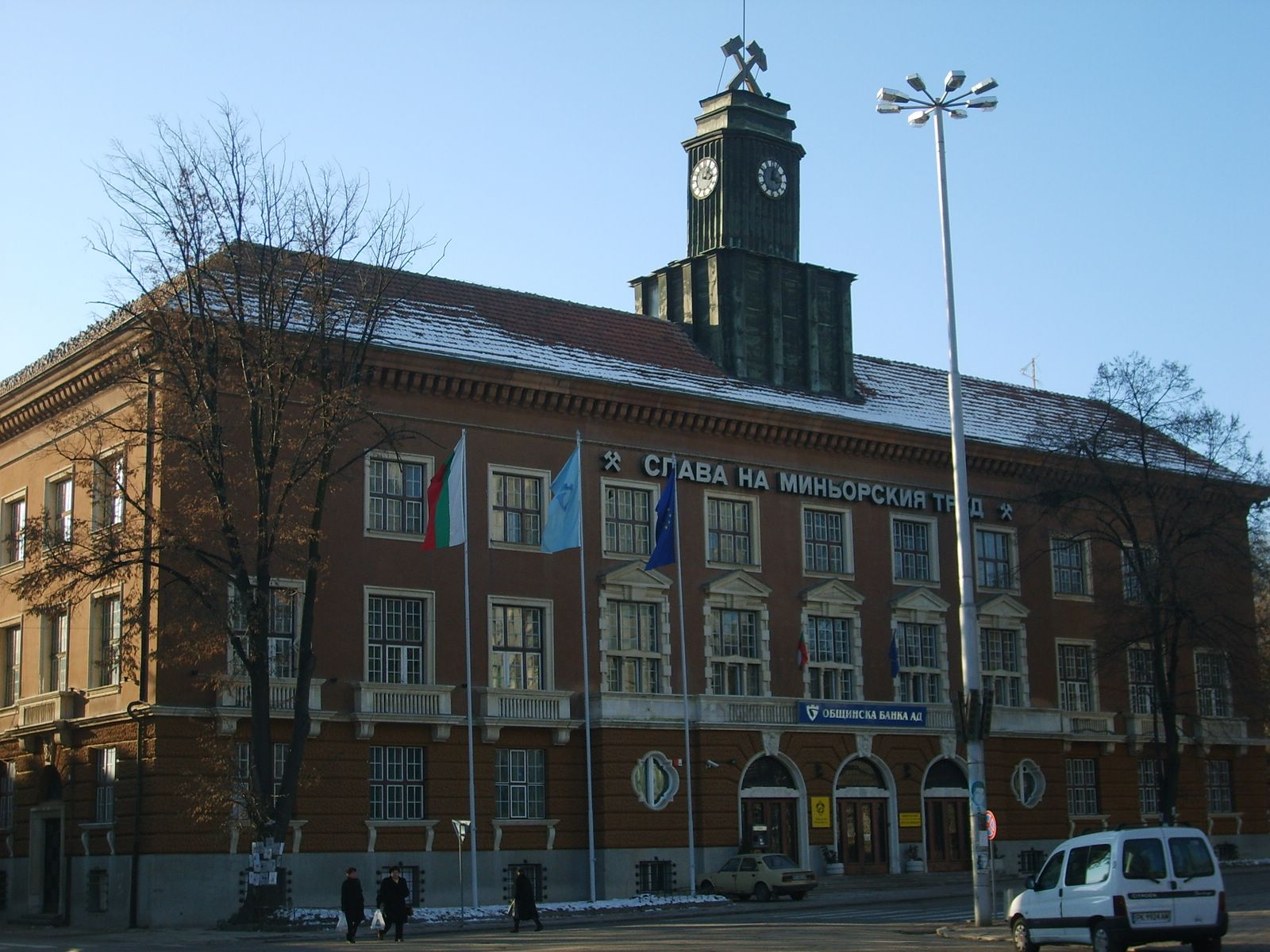
炭鉱の中央事務所

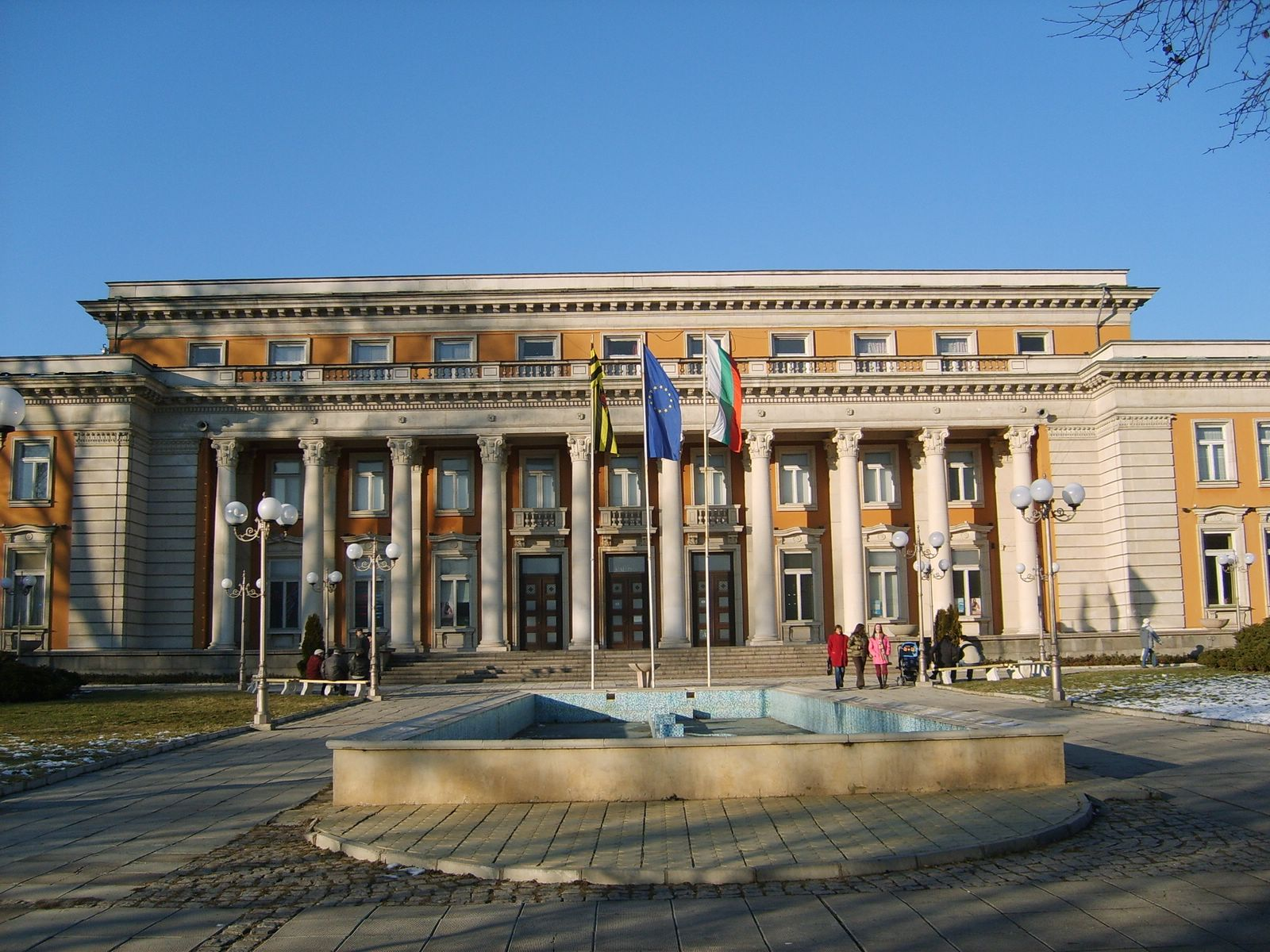
冬の文化宮殿

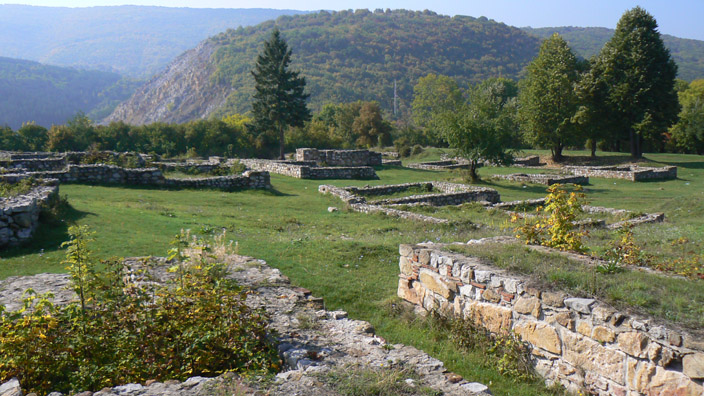
クラクラ公の要塞跡

ペルニク（ブルガリア語: Пѐрник / Pernik）は、ブルガリア西部の町、およびそれを中心とした基礎自治体。ペルニク州の州都である。ヴィスキャル山（Вискяр / Viskyar）、ヴィトシャ山（Витоша / Vitosha）、ゴロ・ブルド山（Голо бърдо / Golo Bardo）にはさまれたペルニク渓谷の中にあり、ストルマ川（Струма）の両岸に広がっている。
町では毎年1月、スルヴァ国際仮装大会（The Surva International Festival of the Masquerade Games）が開かれる。ペルニクにはPFKミニョル・ペルニク（PFC Minyor Pernik）とFKメタルルク・ペルニク（ФК Металург）の2つのサッカー・クラブがある。

## 気候
| ペルニクの気候         | ペルニクの気候 | ペルニクの気候 | ペルニクの気候 | ペルニクの気候 | ペルニクの気候 | ペルニクの気候 | ペルニクの気候 | ペルニクの気候 | ペルニクの気候 | ペルニクの気候 | ペルニクの気候 | ペルニクの気候 | ペルニクの気候 |
| 月                     | 1月            | 2月            | 3月            | 4月            | 5月            | 6月            | 7月            | 8月            | 9月            | 10月           | 11月           | 12月           | 年             |
| ---------------------- | -------------- | -------------- | -------------- | -------------- | -------------- | -------------- | -------------- | -------------- | -------------- | -------------- | -------------- | -------------- | -------------- |
| 最高気温記録 °C （°F） | 15.2 (59.4)    | 19.1 (66.4)    | 29 (84)        | 30 (86)        | 33.1 (91.6)    | 34.7 (94.5)    | 38.2 (100.8)   | 37.5 (99.5)    | 34.5 (94.1)    | 32.2 (90)      | 23.2 (73.8)    | 17.4 (63.3)    | 38.2 (100.8)   |
| 平均最高気温 °C （°F） | 4.0 (39.2)     | 5.6 (42.1)     | 11.1 (52)      | 17.2 (63)      | 22.5 (72.5)    | 26.5 (79.7)    | 29.3 (84.7)    | 29.5 (85.1)    | 24.0 (75.2)    | 18.3 (64.9)    | 11.8 (53.2)    | 4.7 (40.5)     | 17.2 (63)      |
| 日平均気温 °C （°F）   | −0.8 (30.6)    | 1.0 (33.8)     | 5.4 (41.7)     | 11.2 (52.2)    | 16.0 (60.8)    | 20.0 (68)      | 22.5 (72.5)    | 22.5 (72.5)    | 17.8 (64)      | 12.0 (53.6)    | 6.9 (44.4)     | 0.7 (33.3)     | 11.3 (52.3)    |
| 平均最低気温 °C （°F） | −4.5 (23.9)    | −3.5 (25.7)    | 0.8 (33.4)     | 5.1 (41.2)     | 9.5 (49.1)     | 12.6 (54.7)    | 14.5 (58.1)    | 14.5 (58.1)    | 10.5 (50.9)    | 5.6 (42.1)     | 2.0 (35.6)     | −2.3 (27.9)    | 5.4 (41.7)     |
| 最低気温記録 °C （°F） | −26.8 (−16.2)  | −26.5 (−15.7)  | −21.5 (−6.7)   | −6.4 (20.5)    | −3.6 (25.5)    | 1.7 (35.1)     | 3.5 (38.3)     | 3.5 (38.3)     | −3 (27)        | −4.9 (23.2)    | −14.6 (5.7)    | −18.7 (−1.7)   | −26.8 (−16.2)  |
| 降水量 mm （inch）     | 43 (1.69)      | 37 (1.46)      | 37 (1.46)      | 53 (2.09)      | 71 (2.8)       | 77 (3.03)      | 48 (1.89)      | 39 (1.54)      | 43 (1.69)      | 52 (2.05)      | 56 (2.2)       | 48 (1.89)      | 604 (23.78)    |
| 出典：Stringmeteo      |                |                |                |                |                |                |                |                |                |                |                |                |                |

StringMeteo.com » Начало

## 歴史
この地はかつては紀元前4世紀に築かれたトラキア人の要塞であった。後に古代ローマ人の居住地となった。後期新石器時代からこの地にトラキア人がいたことを示す豊富な考古学的な資料が残されている。この時代のバルカン半島中部で最も豊かな陶器のコレクションが歴史博物館に保存されている。また、健康や医学の神であるアスクレーピオスやヒュギエイアに捧げられた、多くのレリーフや彫刻が保存されている。これらはこの地にある鉱泉への畏敬を示したものである。
ペルニクは9世紀初頭に、重要な要塞の一つとして第一次ブルガリア帝国のものとなった。ペルニクの名前はスラヴ神話の神・ペルーンに由来しており、その語尾にスラヴ語の地名の接尾辞-nikがついてペルニクとなった。ペルニクの名前は9世紀に初めて文献に記録されている。
11世紀のブルガリア帝国のサムイルによる東ローマ帝国への抵抗では、ペルニクの要塞は決定的な役割を果たした。当時のペルニクを支配していたクラクラ公（Кракра / Krakra）は、東ローマによる包囲攻撃に何度も耐えた。後に、町はラスカの大公ステファン・ネマニャによって占領された。
1396年から1878年まで、町はオスマン帝国の支配下となった。この時代、ペルニクは完全に帝国の内側にあり、要塞としての重要性は低下した。オスマン帝国からの独立後、ペルニクは小さな畜産の町であった。
20世紀、ペルニクは炭鉱と重工業の町として急速に発展した。ペルニクの炭鉱が開発されるまでの間、石炭はイギリスのカーディフから運ばれてきた。
ブルガリアの社会主義政権時代、1949年から1962年までブルガリアの共産主義指導者ゲオルギ・ディミトロフの名をとって、ディミトロヴォ（Димитрово / Dimitrovo）と呼ばれた。

## みどころ
- 文化宮殿
- 歴史博物館
- 炭鉱博物館
- クラクラ公の要塞
- ドゥフラタ（Духлата）洞窟
- リラの聖イオアン聖堂

## 著名な出身者
- ゲオルギ・ディミトロフ、政治家
- ゲオルギ・パルヴァノフ、ブルガリア大統領

## 町村
ペルニク基礎自治体（Община Перник）にはその中心であるペルニクをはじめとする、以下の町村（集落）が存在している。
| - バタノヴツィ - Bogdanovdol - ボスネク - チェルナ・ゴラ - チュイペトロヴォ - ディヴォティノ - ドラギチェヴォ - ゴレモ・ブチノ - クラドニツァ - クラレフ・ドル - レスコヴェツ - リュリン | - メシュティツァ - ペルニク - Planinitsa - ラドゥイ - ラスニク - ルダルツィ - セリシュテン・ドル - ストゥデナ - Viskyar - ヴィタノヴツィ - Yardzhilovtsi - ジダルツィ |

## 姉妹都市
ペルニクは以下の都市と姉妹都市提携を結んでいる。
| - オヴァール（Ovar）、ポルトガル - マクデブルク、ドイツ - ローザンヌ スイス - スコピエ、マケドニア共和国 - ルブリン、ポーランド - カーン、フランス - カーディフ、ウェールズ - エレクトロスターリ、ロシア - ミラノ、イタリア - オブレノヴァツ（Obrenovac）、セルビア | - リュブリャナ、スロベニア - スプリト、クロアチア - トゥズラ、ボスニア・ヘルツェゴビナ - イラクリオン、ギリシャ - パルドゥビツェ、チェコ - グラーツ、オーストリア - オーフス、デンマーク - ルハーンシク、ウクライナ |